# Коеру (волость)
Ко́еру (ест. Koeru vald) — колишня волость в Естонії, одиниця самоврядування в повіті Ярвамаа з 20 лютого 1992 до 21 жовтня 2017 року.

## Географічні дані
Площа волості — 236,82 км2, чисельність населення на 1 січня 2017 року становила 2088 осіб.

## Населені пункти
Адміністративний центр — селище Коеру (Koeru alevik).
На території волості також розташовувалися 26 сіл (küla):
Абая (Abaja), Арукюла (Aruküla), Вагукюла (Vahuküla), Валіла (Valila), Вао (Vao), Візусті (Visusti), Вуті (Vuti), Вяйньярве (Väinjärve), Ервіта (Ervita), Йиекюла (Jõeküla), Калітса (Kalitsa), Капу (Kapu), Койду-Еллавере (Koidu-Ellavere), Куусна (Kuusna), Лаанеотса (Laaneotsa), Ліусвере (Liusvere), Мер'я (Merja), Норра (Norra), Прееді (Preedi), Пугму (Puhmu), Ригу (Rõhu), Салутаґузе (Salutaguse), Сантові (Santovi), Тамміку (Tammiku), Тудре (Tudre), Удева (Udeva).

## Історія
20 лютого 1992 року Коеруська сільська рада перетворена у волость зі статусом самоврядування.
28 січня 2016 року відповідно до Закону про організацію роботи місцевих самоврядувань, Закону про адміністративний поділ території Естонії та Закону про сприяння об'єднанню одиниць місцевого самоврядування Ярва-Яаніська волосна рада запропонувала почати переговори про об'єднання радам сімох волостей повіту Ярвамаа: Албу, Амбла, Імавере, Кареда, Коеру, Койґі та Роосна-Алліку. Під час переговорів рада волості Коеру відмовилася від пропозиції і вирішила утворити нове самоврядування разом з волостю Ракке, що входила до повіту Ляене-Вірумаа. Проте, 22 червня 2017 року Уряд Естонії постановою № 96 затвердив утворення нової адміністративної одиниці — волості Ярва — шляхом об'єднання територій семи волостей зі складу повіту Ярвамаа: Албу, Амбла, Імавере, Ярва-Яані, Кареда, Коеру та Койґі. Зміни в адміністративно-територіальному устрої, відповідно до постанови, мали набрати чинності з дня оголошення результатів виборів до волосної ради нового самоврядування. Волосна рада Коеру, не бажаючи добровільно об'єднуватися, оскаржувала примусове злиття у Верховному суді, але 4 жовтня 2017 року судова колегія конституційного нагляду відхилила заяву ради Коеру і залишила рішення Уряду без змін.
15 жовтня 2017 року в Естонії відбулися вибори в органи місцевої влади. Утворення волості Ярва набуло чинності 21 жовтня 2017 року. Волость Коеру вилучена з «Переліку адміністративних одиниць на території Естонії».

## Природа
На території, що займала волость, лежить озеро Вяйн'ярв, найбільше в повіті Ярвамаа.

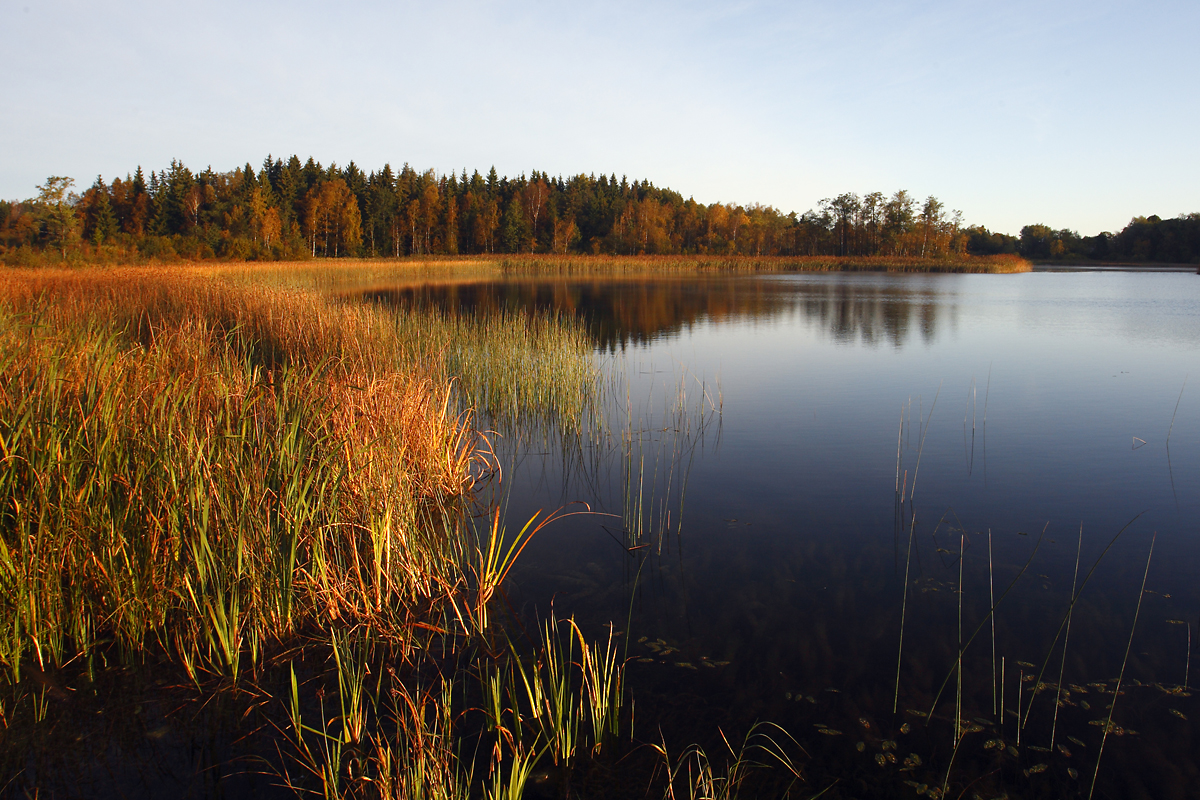
Озеро Вяйн'ярв